# Porroglossum hoeijeri
Porroglossum hoeijeri är en orkidéart som beskrevs av Carlyle August Luer. Porroglossum hoeijeri ingår i släktet Porroglossum och familjen orkidéer. Inga underarter finns listade i Catalogue of Life.